# خراتان
خَراتان (دنده‌های کوچک) یا زُبرةالاسد (کتف شیر) یا تتا شیر یک ستاره است که در صورت فلکی شیر قرار دارد.
تتا شیر (θ Leonis)، که به‌طور رسمی خراتان (Chertan) نامیده می‌شود، ستاره‌ای است با قدر ظاهری ۳٫۳۲۴+ که با چشم غیرمسلح قابل مشاهده است و یکی از درخشان‌ترین ستاره‌های این صورت فلکی را تشکیل می‌دهد. فاصله آن از خورشید را می‌توان مستقیماً از اندازه‌گیری‌های اختلاف منظر تعیین کرد که حدود ۱۶۵ سال نوری (۵۱ پارسک) است.

## توضیحات
خراتان ستاره بزرگی است که ۲٫۵ برابر جرم خورشید را دارد. طیف‌سنجی نجومی با رده‌بندی ستارگان A2 V مطابقت دارد، که نشان می‌دهد این یک ستاره رشته اصلی نوع A معمولی به نظر می‌رسد. با این حال، طیف آن خطوط جذبی افزایش یافته فلزات را نشان می‌دهد که آن را به عنوان یک ستاره شیمیایی غیرعادی Am مشخص می‌کند. فراوانی عناصر غیر از هیدروژن و هلیوم، که اخترشناسان آن را فلزی بودن ستاره می‌نامند، حدود ۱۲ درصد بیشتر از خورشید به نظر می‌رسد. این ستاره ۱۴۱ برابر درخشندگی خورشید را از جو بیرونی خود در دمای مؤثر ۹۳۵۰ کلوین ساطع می‌کند و به معنای واقعی کلمه درخششی سفید داغ به آن می‌دهد.
تتا شیر بسیار جوان‌تر از خورشید است و سن تخمینی آن حدود ۵۵۰ میلیون سال است. سرعت چرخش نسبتاً بالایی دارد، با چرخش ستاره‌ای ۲۳ کیلومتر بر ثانیه. اندازه‌گیری‌ها در باند مادون قرمز نشان‌دهنده تابش بیش از حد ستاره و محیط اطراف آن در مادون قرمز است که نشان‌دهنده وجود یک قرص گرد و غبار در اطراف ستاره است. دمای این تابش نشان می‌دهد که این قرص شعاع مداری ۳۶ واحد نجومی دارد.

## نام‌گذاری
θ Leonis (به لاتین Theta Leonis) نام بایر این ستاره است.
این ستاره نام‌های سنتی خراتان، خرت و کوکسا (Coxa) را داشته است. خرتان از واژه عربی الخَرَتَان به معنای «دو دنده کوچک» گرفته شده است که در اصل به ظَهرالاسد و تتا شیر اشاره دارد. چورت از واژه عربی الخَرَت یا الخُرْت به معنای «دنده کوچک» گرفته شده است و کوکسا در لاتین به معنای سُرین و «باسن» است. در سال ۲۰۱۶، اتحادیه بین‌المللی نجوم یک گروه کاری در مورد نام ستاره‌ها (WGSN) را برای فهرست‌بندی و استانداردسازی نام‌های مناسب برای ستاره‌ها سازماندهی کرد. اولین بولتن WGSN در ژوئیه ۲۰۱۶ شامل جدولی از دو دسته اول نام‌های تأیید شده توسط WGSN بود. که شامل خرتان برای این ستاره می‌شد.
در اخترشناسی چینی، 太微右垣 (Tài Wēi Yòu Yuán)، به معنی دیوار راست محوطه کاخ عالی، به یک صورتواره اشاره دارد که از تتا شیر، زاویةالعواء، سیگما شیر، یوتا شیر و ظهرالاسد تشکیل شده است. در نتیجه، نام چینی تتا شیر، 太微右垣四 (Tài Wēi Zuǒ Yuán sì)، به معنی چهارمین ستاره دیوار راست محوطه کاخ عالی است که نشان‌دهنده 西次相 (Xīcìxiāng) به معنی وزیر دوم غربی است.